# Hedvig av Sachsen
Hedvig av Sachsen, död efter 958, var en frankisk hertiginna. Hon var dotter till Henrik I av Sachsen och gift med Hugo den vite. Hon var regent i Franken som förmyndare för sin son Hugo Capet 956–958. 